# Communauté de communes Barrès Coiron
Die Communauté de communes Barrès Coiron ist ein ehemaliger französischer Gemeindeverband mit Rechtsform einer Communauté de communes im Département Ardèche, dessen Verwaltungssitz sich in dem Ort Cruas befand. Er lag im Tal der Rhone in der östlichen Mitte des Départements. Der Name bezog sich auf zwei geographische Gegebenheiten, die Ebene des Barrès und das Hochland Plateau du Coiron, an dessen Ausläufern einige der Mitgliedsgemeinden lagen. Der Ende 2003 gegründete Gemeindeverband bestand aus zehn Gemeinden auf einer Fläche von 159,2 km2.

## Aufgaben
Zu den vorgeschriebenen Kompetenzen gehörten die Entwicklung und Förderung wirtschaftlicher Aktivitäten und des Tourismus sowie die Raumplanung auf Basis eines Schéma de Cohérence Territoriale. Der Gemeindeverband bestimmte die Wohnungsbaupolitik. In Umweltbelangen betrieb er die Abwasserentsorgung (teilweise) und die Müllabfuhr und -entsorgung. Zusätzlich förderte der Verband Kulturveranstaltungen.

## Historische Entwicklung
Mit Wirkung vom 1. Januar 2017 fusionierte der Gemeindeverband mit der Communauté de communes Rhône Helvie und bildete so die Nachfolgeorganisation Communauté de communes Ardèche Rhône Coiron.

## Ehemalige Mitgliedsgemeinden
Folgende zehn Gemeinden gehörten der Communauté de communes Barrès Coiron an:
| Gemeinde                       | Einwohner 1. Januar 2022 | Fläche km² | Dichte Einw./km² | Code INSEE | Postleitzahl |
| ------------------------------ | ------------------------ | ---------- | ---------------- | ---------- | ------------ |
| Baix                           | 1.293                    | 17,4       | 74               | 07022      | 07210        |
| Cruas                          | 2.954                    | 15,4       | 192              | 07076      | 07350        |
| Meysse                         | 1.380                    | 19,2       | 72               | 07157      | 07400        |
| Rochemaure                     | 2.250                    | 24,3       | 93               | 07191      | 07400        |
| Saint-Bauzile                  | 316                      | 7,0        | 45               | 07219      | 07210        |
| Saint-Lager-Bressac            | 959                      | 15,4       | 62               | 07260      | 07210        |
| Saint-Martin-sur-Lavezon       | 430                      | 23,5       | 18               | 07270      | 07400        |
| Saint-Pierre-la-Roche          | 63                       | 9,9        | 6                | 07283      | 07400        |
| Saint-Symphorien-sous-Chomérac | 855                      | 7,9        | 108              | 07298      | 07210        |
| Saint-Vincent-de-Barrès        | 827                      | 19,1       | 43               | 07302      | 07210        |